# 2S7 Pion
El 2S7 Pion (en rus 2C7 Пион "Peònia") és un canó autopropulsat soviètic de 203 mm. "2S7" és la seva designació GRAU. Desenvolupat a la planta de Kirov a Leningrad. El dissenyador en cap del xassís és Nikolai Popov, el canó estriat de 203 mm 2A44 és Georgi Sergeev. Després de la modernització, es va rebre un nou índex 2S7M Malka.

## Història de la Creació
El 29 d'agost de 1949 es va provar la primera bomba atòmica soviètica: els dos grups oposats (l'OTAN dirigida pels EUA i el Pacte de Varsòvia liderat per l'URSS) posseïen ara armes nuclears. Amb l'acumulació d'armes nuclears estratègiques per part d'ambdós bàndols del conflicte, va quedar clar que una guerra nuclear total era improbable i inútil. La teoria de la "guerra nuclear limitada" amb un ús limitat d'armes nuclears tàctiques ha esdevingut rellevant. A principis de la dècada de 1950, els líders dels bàndols oposats es van enfrontar al problema de lliurar les seves municions. Els principals mitjans de lliurament de bombes aèries eren els bombarders estratègics B-29 al costat nord-americà i el Tupolev Tu-4 al costat soviètic; No podien atacar eficaçment les posicions avançades de l'enemic. Els sistemes d'artilleria de cos i divisions, els sistemes de míssils tàctics i els canó sense retrocés eren considerats com els mitjans més adequats. Els primers sistemes d'artilleria soviètics armats amb ogives nuclears van ser el morter autopropulsat 2B1 i el canó autopropulsat 2A3, però aquests sistemes eren voluminosos i no podien complir els requisits d'alta mobilitat. Amb l'inici del ràpid desenvolupament de les armes de míssils a l'URSS, el treball en la majoria dels models d'artilleria clàssica es va aturar per ordre de Nikita Khrusxov.
Després que Khrusxov fos destituït del càrrec de primer secretari del Comitè Central del PCUS, es va reprendre el treball en temes d'artilleria. A la primavera de 1967, es va completar un disseny preliminar per a una nova unitat d'artilleria autopropulsada superpoderosa basada en el tanc Object 434 i un model de fusta a mida completa. El projecte era un canó autopropulsat de tipus tancat amb un muntatge de canó dissenyat per OKB-2. El model va rebre comentaris negatius dels representants del Ministeri de Defensa de l'URSS, però la proposta de crear un canó autopropulsat molt potent va interessar al Ministeri de Defensa de l'URSS, i el 16 de desembre de 1967, per l'ordre núm. 801 del Ministeri d'Indústria de Defensa, es va iniciar el treball d'investigació per determinar l'aparença i les noves característiques bàsiques de l'autopropulsió.
El principal requisit per al nou canó autopropulsat era un rang de tir màxim d'almenys 25 km. La selecció del calibre òptim de l'arma va ser realitzada per l'Acadèmia d'Artilleria M. I. Kalinin, segons les instruccions del GRAU. Durant els treballs, es van examinar diversos sistemes d'artilleria en servei i desenvolupats. Els principals van ser el canó S-72 de 210 mm, el canó S-23 de 180 mm i el canó costaner MU-1 de 180 mm. Segons la conclusió de l'Acadèmia d'Artilleria de Leningrad, la solució balística del canó S-72 de 210 mm va ser reconeguda com la més adequada. Tanmateix, malgrat això, la planta de Barrikadi, per tal de garantir la continuïtat en les tecnologies de fabricació dels canons B-4 i B-4M ja desenvolupats, va proposar reduir el calibre de 210 a 203 mm. Aquesta proposta va ser aprovada pel GRAU.
Al mateix temps que es va seleccionar el calibre, també es treballava per seleccionar el xassís i l'esquema de disposició del futur canó autopropulsat. Una de les opcions era el xassís del tractor polivalent MT-T, basat en el tanc de batalla principal T-64A. Aquesta variant va ser designada "Objecte 429A". També es va desenvolupar una variant basada en el tanc pesat T-10, que va rebre la designació "216.sp1". Els resultats del treball van demostrar que una instal·lació oberta de la pistola seria òptima, mentre que cap dels tipus de xassís existents és adequat per allotjar la nova pistola, a causa de l'alta força de resistència al retrocés de 135 tf en disparar. Per tant, es va decidir desenvolupar un nou xassís amb la màxima unificació possible de components amb els tancs en servei amb les Forces Armades de l'URSS. Els desenvolupaments resultants van formar la base del projecte d'R+D denominat “Peònia” (índex GRAU - 2S7). Se suposava que el Pion havia de ser posat en servei amb les divisions d'artilleria de la Reserva del Comandament Suprem per substituir els obusos remolcats de 203 mm B-4 i B-4M.
El treball sobre el nou canó autopropulsat de potència especial va ser aprovat oficialment el 8 de juliol de 1970 per la Resolució núm. 427-161 del Comitè Central del PCUS i el Consell de Ministres de l'URSS. La planta Kirov va ser designada com a desenvolupadora principal del 2S7, el canó 2A44 va ser dissenyat per OKB-3 de la planta de Volgograd Barrikadi. L'1 de març de 1971 es van publicar els requisits tàctics i tècnics per al nou canó autopropulsat, i el 1973 es van aprovar. Segons l'encàrrec, el canó autopropulsat 2S7 havia de proporcionar un rang de tir sense rebot de 8,5 a 35 km amb un projectil de fragmentació d'alt explosiu de 110 kg, alhora que podia disparar una ronda nuclear 3VB2 destinada a l'obús B-4M de 203 mm. El límit de velocitat a l'autopista havia de ser d'almenys 50 km/h.
El nou xassís amb un muntatge posterior de la pistola es va designar "216.sp2". Entre 1973 i 1974, es van fabricar dos prototips del canó autopropulsat 2S7 i es van enviar a prova. El primer prototip va ser sotmès a proves al mar al camp de proves de Strugi Krasnie. El segon model es va sotmetre a proves de tir, però no va poder complir els requisits del camp de tir. El problema es va resoldre seleccionant la composició òptima de la càrrega de pols i el tipus de tir. El 1975, el sistema Pion va ser adoptat per l'exèrcit soviètic. El 1977, es van desenvolupar i posar en servei municions nuclears per al canó autopropulsat 2S7 a l'Institut de Recerca Científica de Física Tècnica de l'All-Union.
La producció en sèrie del canó autopropulsat 2S7 es va llançar el 1975 a la planta Kirov de Leningrad. El canó 2A44 va ser fabricat per la planta de Volgograd "Barrikadi ". La producció del 2S7 va continuar fins al col·lapse de l'URSS. El 1990, l'últim lot de 66 vehicles 2S7M es va lliurar a les tropes soviètiques. A partir de 1990, el cost d'una unitat d'artilleria autopropulsada 2S7 era de 521.527 rubles. En total, es van produir més de 500 unitats de 2S7 de diverses modificacions en setze anys de producció.
A la dècada de 1980, hi havia una necessitat de modernitzar el canó autopropulsat 2S7. Per tant, es va obrir un treball de disseny experimental amb el nom en codi "Malka" (índex GRAU - 2S7M). En lloc del motor V-46-1, el Malka estava equipat amb un nou motor, el V-84B, que es diferenciava del que s'utilitzava al tanc T-72 en la seva disposició del motor al compartiment del motor-transmissió. Gràcies al nou motor, el canó autopropulsat es va poder reposar no només amb gasoil, sinó també amb querosè i gasolina. També es va modernitzar el xassís del cotxe. El febrer de 1985 es va provar el canó autopropulsat amb una nova central elèctrica i un xassís modernitzat. Com a resultat de la modernització, la vida útil del canó autopropulsat es va augmentar a 8.000-10.000 km. Per rebre i mostrar informació del vehicle de l'oficial superior de la bateria, les posicions de l'artiller i el comandant estaven equipades amb indicadors digitals amb recepció automàtica de dades, la qual cosa va reduir el temps que es necessitava per transferir el vehicle de la posició de marxa a la posició de combat i tornar. Gràcies al disseny modificat de l'estiba, la càrrega de munició transportada es va augmentar a 8 cartutxos. El nou mecanisme de càrrega va permetre carregar l'arma a qualsevol angle d'orientació vertical. Així, la velocitat de foc es va augmentar en 1,6 vegades (fins a 2,5 rondes per minut) i el mode de foc en 1,25 vegades. Per controlar subsistemes importants, l'ACS estava equipat amb un equip de control rutinari que supervisava contínuament les unitats d'armes, el motor, el sistema hidràulic i les unitats de potència. La producció en sèrie del canó autopropulsat 2S7M va començar l'any 1986. A més, la tripulació del vehicle es va reduir a sis persones.
A finals de la dècada de 1970, es va desenvolupar un projecte per a una instal·lació d'artilleria naval amb el nom en clau "Pion-M" basat en el canó 2A44. El pes teòric de la muntura d'artilleria sense munició era de 65-70 tones. La càrrega de munició havia de ser de 75 cartutxos i la cadència de foc havia de ser de fins a 1,5 cartutxos per minut. Se suposava que la muntura d'artilleria Pion-M s'havia d'instal·lar als vaixells del Projecte 956 del tipus Sovremenni. Tanmateix, a causa del desacord fonamental de la direcció de l'Armada amb l'ús d'un gran calibre, els treballs en la instal·lació d'artilleria Pion-M no van avançar més enllà de l'etapa del projecte.

## Característiques

### Casc
El canó autopropulsat 2S7 Pion es fa amb un disseny sense torreta amb un muntatge de canó obert a la part posterior del canó autopropulsat. La tripulació està formada per 7 persones (6 a la versió millorada). Durant la marxa, tots els membres de la tripulació es troben al casc del canó autopropulsat. El cos està dividit en quatre seccions. A la part davantera hi ha un compartiment de control amb un lloc per al comandant, conductor-mecànic i un lloc per a un dels tripulants. Darrere del compartiment de control hi ha el compartiment del motor amb el motor. Darrere del compartiment de transmissió del motor hi ha el compartiment de la tripulació, que conté l'emmagatzematge de municions, una estació d'artiller per viatjar i espai per a 3 (2 a la versió millorada) membres de la tripulació. Al compartiment de popa hi ha una placa-crosta plegable amb accionaments hidràulics i el mateix canó autopropulsat. El casc 2S7 està fet d'una armadura antibales de dues capes amb làmines exteriors de 13 mm de gruix i fulles interiors de 8 mm de gruix. La tripulació, mentre està dins de l'arma autopropulsada, està protegida dels efectes de les armes de destrucció massiva: el casc debilita l'efecte de la radiació penetrant tres vegades. L'arma principal es carrega durant el funcionament de la pistola autopropulsada des del terra o des d'un camió mitjançant un mecanisme d'elevació especial instal·lat a la plataforma, al costat dret en relació amb l'arma principal (la safata del carregador del carro s'obre per sobre de la pista dreta del tractor). El carregador es troba a l'esquerra de la pistola, controlant el procés mitjançant el tauler de control.

### Armament

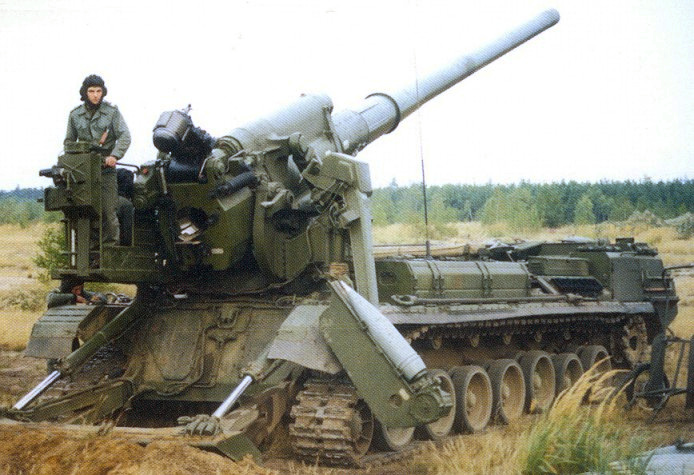
Un 2S7 en posició d'atac

L'armament principal és un canó 2A44 de 203 mm, amb una cadencia de foc màxima d'1,5 rondes per minut (fins a 2,5 rondes per minut a la versió millorada). El canó de la pistola és un tub lliure connectat a la recàrrega. La recàrrega conté una vàlvula de pistó. El canó de la pistola i els dispositius de retrocés es troben al bressol de la part oscil·lant. La part oscil·lant està fixada a la màquina superior, que es munta sobre un eix i s'assegura amb eixos. Els dispositius de retrocés consisteixen en un fre de retrocés hidràulic i dos coixinets de retrocés pneumàtics situats simètricament en relació amb el forat del canó. Aquest disseny de dispositius de retrocés permet que les parts de retrocés de l'arma es mantinguin de manera fiable en la posició extrema fins que es dispara un tret des de qualsevol angle d'orientació vertical de l'arma. La longitud del retrocés en disparar arriba als 1400 mm. Els mecanismes d'elevació i rotació de tipus sector proporcionen una guia de la pistola en el rang d'angles de 0 a +60 ° verticalment i de -15 a +15 ° horitzontalment. El guiat es pot dur a terme ja sigui mitjançant accionaments hidràulics alimentats per l'estació de bombeig SAU 2S7, o bé mitjançant accionaments manuals. El mecanisme d'equilibri pneumàtic serveix per compensar el moment de desequilibri de la part oscil·lant de l'arma. Per facilitar el treball dels tripulants, el canó autopropulsat està equipat amb un mecanisme de càrrega que assegura el subministrament de trets a la línia de càrrega i el seu lliurament a la cambra del canó.
La placa de suport plegable, situada a la part posterior del casc, transfereix la força del tret en terra, proporcionant una major estabilitat al canó autopropulsat. Amb la càrrega número 3, el Pion podia disparar foc directe sense instal·lar una pala. La càrrega de munició de la pistola autopropulsada Pion és de 4 cartutxos (8 per a la versió millorada), mentre que la càrrega de munició principal de 40 cartutxos es transporta al vehicle de transport connectat a l'arma autopropulsada. La càrrega principal de munició inclou 3OF43 obusos de fragmentació d'alt explosiu; a més, es poden utilitzar municions nuclears 3-O-14, perforació de formigó i municions nuclears. A més, el canó autopropulsat 2S7 està equipat amb una metralladora antiaèria NSVT de 12,7 mm i sistemes de míssils antiaeris portàtils 9K32 Strela-2.

### Equips de vigilància i comunicacions
Per apuntar l'arma, la posició del tirador està equipada amb una mira panoràmica d'artilleria PG-1M per disparar des de posicions de tir tancades i una mira de foc directe OP4M-99A per disparar als objectius observats. Per veure el terreny, el compartiment de control està equipat amb set dispositius d'observació periscopi prismàtic TNPO-160, i dos dispositius TNPO-160 més estan instal·lats a les cobertes de l'escotilla del compartiment de la tripulació. Per treballar de nit, alguns dels dispositius TNPO-160 es poden substituir per dispositius de visió nocturna TVNE-4B.
La comunicació de ràdio externa és compatible amb l'estació de ràdio R-123M. L'estació de ràdio funciona en el rang VHF i proporciona una comunicació estable amb estacions similars a una distància de fins a 28 km, depenent de l'alçada de l'antena d'ambdues estacions de ràdio. La comunicació entre els membres de la tripulació es realitza mitjançant l'equip de comunicació interna 1B116.

### Motor i transmissió
El 2S7 estava propulsat per un motor dièsel V-46-1 sobrealimentat de quatre temps, refrigerat per líquid i de 12 cilindres en forma de V amb una capacitat de 780 CV. El motor dièsel V-46-1 es va crear sobre la base del motor V-46 instal·lat als tancs T-72. Les característiques distintives del B-46-1 van ser canvis menors en el disseny associats a la seva adaptació per a la instal·lació al compartiment del motor-transmissió del canó autopropulsat 2S7. Una de les principals diferències va ser la ubicació canviada de l'eix de la presa de força. Per facilitar l'arrencada del motor en condicions hivernals, s'instal·la un sistema de calefacció al compartiment del motor-transmissió, desenvolupat sobre la base d'un sistema similar al tanc pesat T-10M. Durant la modernització del canó autopropulsat 2S7M, la central elèctrica es va substituir per un motor dièsel multi combustible V-84B amb una capacitat de 840 CV. La transmissió és mecànica, amb control hidràulic i mecanisme de rotació planetari. Té set marxes endavant i una marxa enrere. El parell motor es transmet a través d'una caixa de canvis cònica amb una relació d'engranatges de 0,682 a dues caixes de canvis de transmissió final.

### Xassís
El xassís 2S7 es basa en el tanc de batalla principal T-80 i consta de set parells de rodets de suport dobles de goma i sis parells de rodets de suport individuals. A la part posterior de la màquina hi ha rodes guia, a les rodes motrius davanteres. En posició de combat, les rodes de guia es baixen a terra per donar al canó autopropulsat una major resistència a les càrregues durant el tir. La baixada i pujada es realitza mitjançant dos cilindres hidràulics fixats als eixos de les rodes. Suspensió 2S7 - barra de torsió individual amb amortidors hidràulics.

## Historial de servei
Durant el seu servei a l'exèrcit soviètic, els canons autopropulsats Pion mai van ser utilitzats en cap conflicte armat, sinó que van ser fets servir intensament a les brigades d'artilleria d'alta potència del GSVG. Després de la signatura del Tractat sobre les Forces Armades Convencionals a Europa, tots els canons autopropulsats Pion i Malka van ser retirats de les Forces Armades russes i redistribuïts al Districte Militar Siberià i al Districte Militar de l'Extrem Orient.
El 2008, durant la Guerra a Ossètia del sud, el bàndol georgià va utilitzar una bateria de sis canons autopropulsats 2S7. Durant la retirada, les tropes georgianes van amagar els sis canons autopropulsats 2S7 a la zona de Gori. Un dels 5 canons autopropulsats 2S7 descoberts per les tropes ossètes va ser capturat com a trofeu, la resta va ser destruït.
Els azerbaidjanesos 2S7 van ser usats durant la Segona Guerra del Karabakh.
Hi ha proves de la presència de "Pions" a la zona de conflicte armat a l'est d'Ucraïna com a part de les Forces Armades ucraïneses i formacions prorusses.
Durant la invasió russa d'Ucraïna és usat per ambdós bàndols. Per fonts d'Oryx van calcular que durant el conflicte, el bàndol rus va perdre en total 33 obusos, dels quals 28 són destruïts, 1 són capturats i 4 danyats. Per la part ucraïnesa: 13 obusos dels quals 5 destruït, 2 capturats i 6 danyats.

## Modificació
- 2S7 Pion: Versió original.
- 2S7M Malka: Una versió actualitzada va entrar en servei en 1983 o 1986.[15] Utilitza un sistema de control d'incendis millorat que va augmentar la taxa de foc d'1,5 a 2,5 rondes per minut, i va augmentar la càrrega de munició a vuit projectils.[16]

## Variants

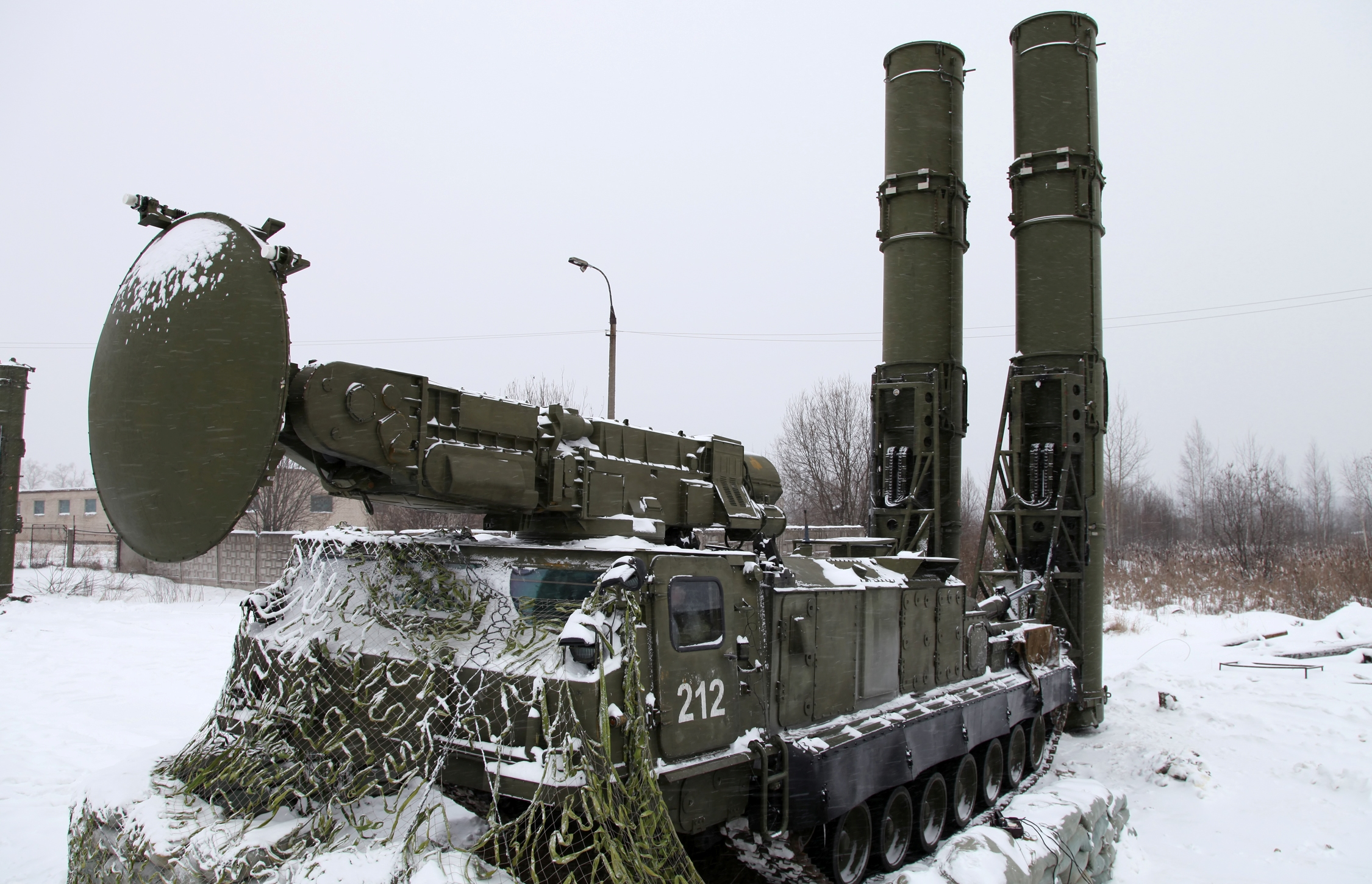
Un 9A82

- 9A82: Llançador autopropulsat pel sistema S-300V.
- 9A83: Llançador autopropulsat pel sistema S-300V.
- 9S15 i 9S19: Estació de radar pel sistema S-300V.
- 9S32: Estació de guia de míssils multicanal del Sistema S-300V
- 9S457: Lloc de comandament del sistema S-300V
- 9A84 i 9A85: Unitats de llançador i carregador del Sistema S-300V
- BTM-4M: Escavadora de trinxera comparteix el xassís 2S7 Pion.[17]

## Operadors

### Actuals
- Operadors 2S7 Pion en blau i els antics operadors en vermell Angola: 12 unitats a partir de 2024.[18]

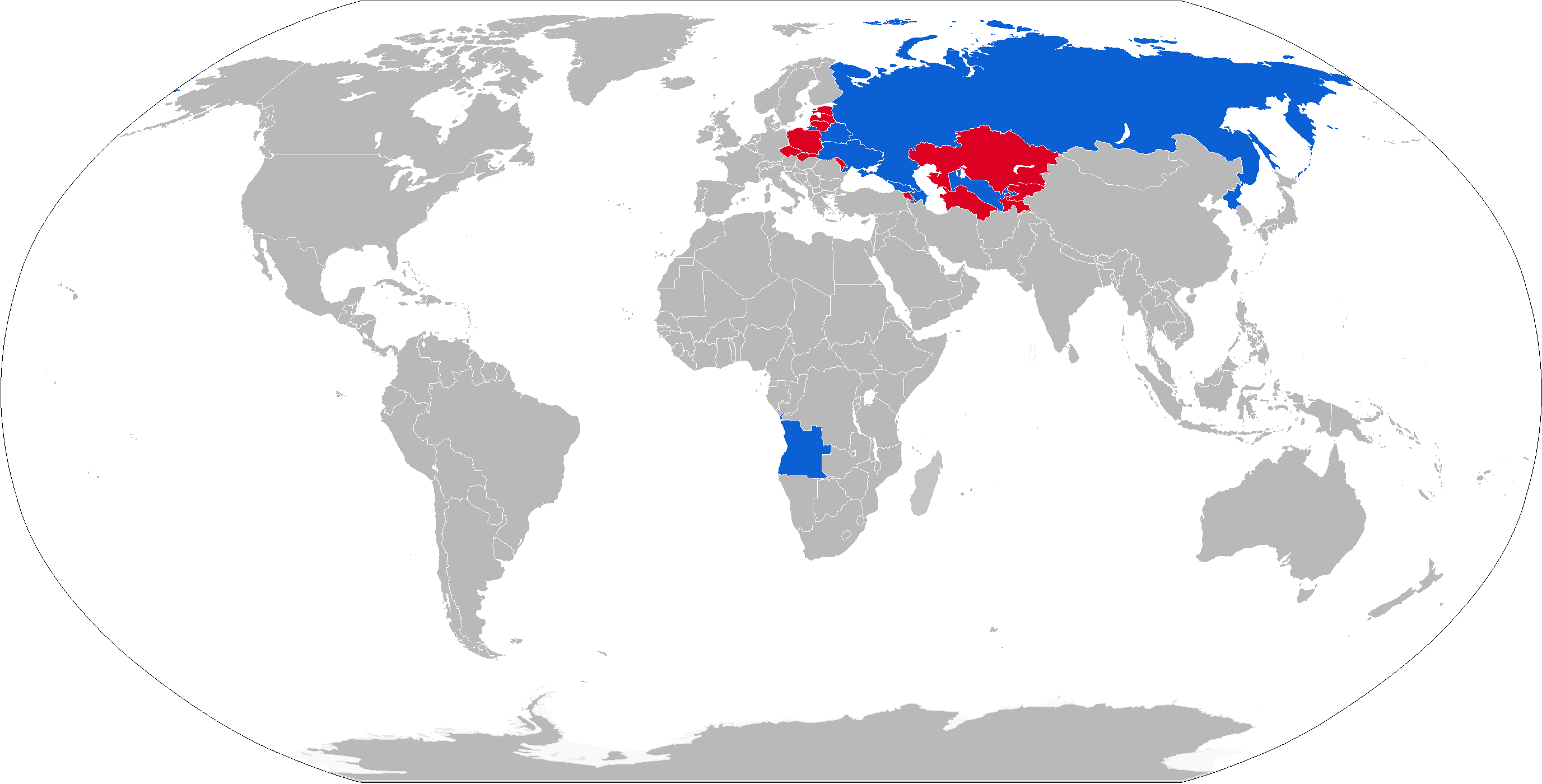
Operadors 2S7 Pion en blau i els antics operadors en vermell

- Azerbaidjan: 12 unitats de 2S7 en servei a partir del 2024.[19]
- Geòrgia: 1 unitat 2S7 en servei a partir del 2024.[20]
- Rússia: 75 unitats de 2S7, 50 de 2S7M i 160 unitats emmagatzemades a partir del 2024.[21]
- Ucraïna: 20 unitats en servei el 2024.[22]
- Uzbekistan: 48 unitats 2S7 en servei el 2024.[23]

### Antics
- Bielorússia: 36 unitats 2S7, a partir de 2010, retirades del servei.[24]
- Polònia: 8 unitats de 2S7 lliurades des de l'URSS el 1989.[25]
- Txecoslovàquia: 12 unitats de 2S7 van ser lliurades des de l'URSS entre 1987 i 1989, va passar als estats succedors.[25]
- URSS: 347 unitats de 2S7, a partir de 1990.

## Vehicles similars
- Estats Units: Obús M110.
- URSS: 2S5 Giatsint-s
- Corea del Nord: M-1978 Koksan